# 天ヶ須賀の石取祭

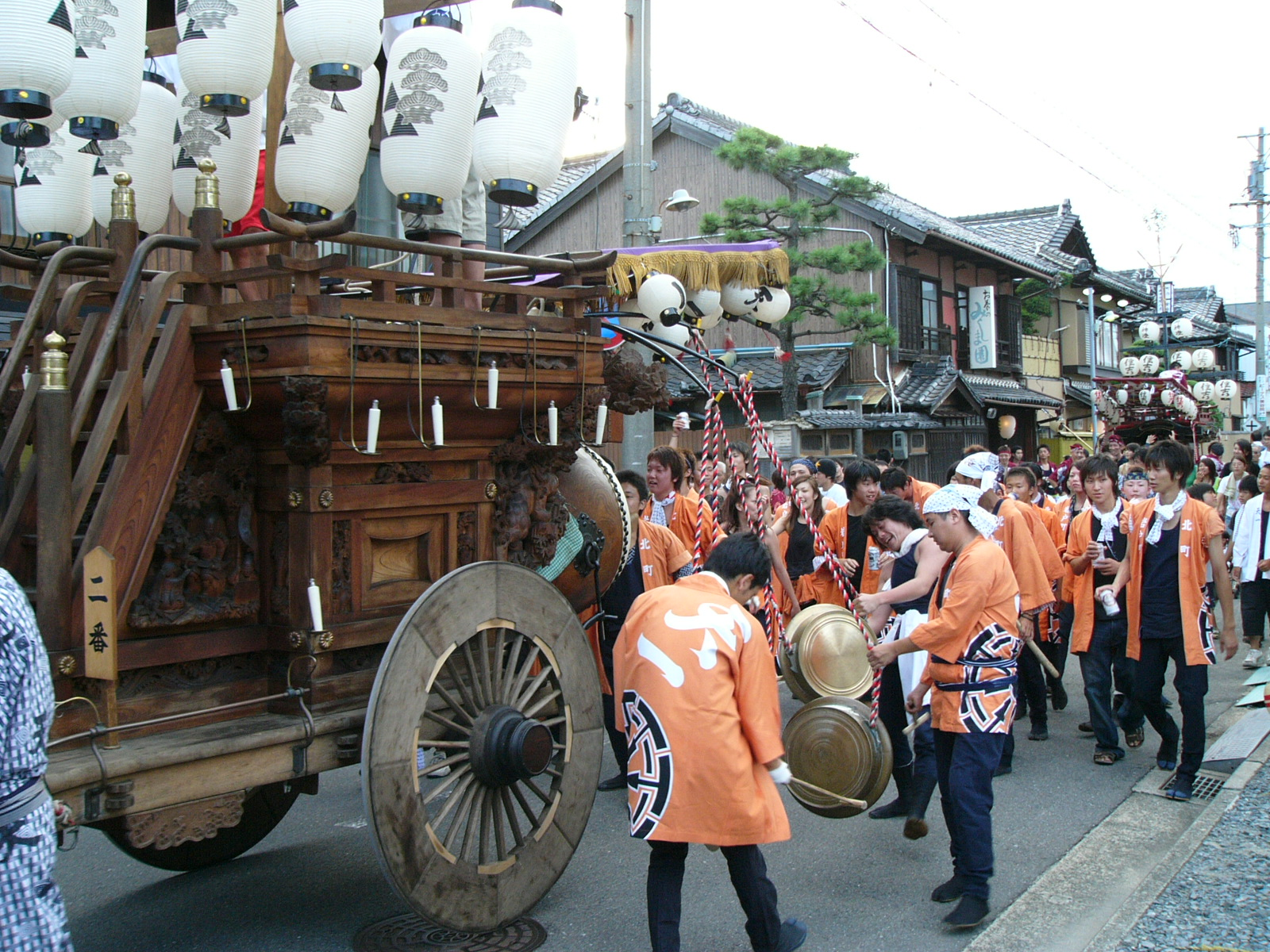
天ヶ須賀石取祭 天一

天ヶ須賀の石取祭（あまがすかのいしどりまつり）は、三重県四日市市北部の富洲原地区の3地区の1つの天ヶ須賀地区で行われる祭り。 鉦と太鼓の石取祭車の祭りである。

## 概要
1. ＜天一＞
2. ＜天二＞
3. ＜天三＞
4. ＜天四＞
5. ＜住吉町＞

- 天ヶ須賀地区の合計5台により、毎年8月のお盆に行われている。天ヵ須賀の石取祭り（あまがすかのいしどりまつり）とも云い、同じ富洲原の3地区の富田一色地区では富田一色けんか祭が開催されて、松原地区では松原の石取祭が開催されている。

## 歴史
聖武天皇社で開催される松原の石取祭と同様に、天ヶ須賀3丁目の＜天ヶ須賀住吉神社＞の夏祭りとして、天ヵ須賀の石取祭が天ヶ須賀地区連合自治会によって実施されて、一般に＜天ヶ須賀の石取祭＞と呼ばれている。明治時代に天ヶ須賀地区ではお盆に富田一色町の富田一色けんか祭と呼ばれる大念仏に似た練り行事をしていたが、明治時代末期に2年～3年の間に練り行事の祭事は中止された。その時に、祭りが廃止されて何もしないのは淋しいということになり、大正時代初期に桑名市から石取の祭車を1台買い入れして、始めたのが天ヶ須賀の石取祭である。昭和時代初期に入って4組が旧山車を買い取って、他の組も4台の祭車を新しく買い入れされて新造して5台となり、昭和以来盛大に行われるようになった。天1（天ヶ須賀第1組）・天2（天ヶ須賀第2組）・天3（天ヶ須賀第3組）・天4（天ヶ須賀第4組）・住吉町（住吉町自治会）の5台の祭車が賑やかな祭礼を繰り広げるが、このうち住吉町の祭車は、桑名市片町の祭車を製作した大工が、天ヶ須賀住吉町へ転居した時に手掛けたものである。現在は使用されていないが、唐子人形があり、提灯も丸提灯で戦前の山形の形態を良く伝えて、戦後は1955年（昭和30年）頃まで桑名市の片町へ貸し出しをしていた。練りも復活して、1958年（昭和33年）までは、秋祭りには天ヶ須賀の石取祭を実施して、お盆には練り行事を復活して、天ヶ須賀の石取祭と天ヶ須賀の練り行事の両方が行われていたが、1958年（昭和33年）に青年団が事実上解散したので、天ヶ須賀の練りは姿を消して、最近では天ヶ須賀の石取祭のみがお盆の8月14日と8月15日の2日間に行われている。鉦と太鼓による桑名市の石取祭の影響を受けた桑名型の祭車5台により、毎年8月のお盆に天ヶ須賀地区の氏神である住吉神社で行われる祭である。祭りが行われるお盆には近隣の富田地区の富田の鯨船行事と富田の石取祭と、富田一色地区の富田一色けんか祭も行われる。富田浜地区（東富田村）と富田一色地区（富田一色村）同様に天ヶ須賀地区が漁師町であり、先祖からの古い慣習が残っていて漁師の祭日がお盆であるのが理由である。天一から～天四まで（天ヶ須賀第1組・天ヶ須賀第2組・天ヶ須賀第3組・天ヶ須賀第4組）までは本七ッ拍子であり、唯一住吉町は五ッ拍子である。毎年8月14日は町練り（各組の練り）をして、8月15日は本練りで天ヶ須賀住吉神社へ参拝する。
8月15日の夕方の時刻には住吉町に全祭車が集合し、天ヶ須賀地区の青年団が合同宴会を行う。青年団は盛り上がり酒を飲みながらから天1・天2・天3・天4・住吉町の各組の天ヶ須賀地区内を祭車が通り住吉神社へと向かう祭りである。

## 構成
「天一」
- 天ヶ須賀第一組の事である。以下の4つの自治会で構成されている。

1. 北町1区自治会
2. 北町2区自治会
3. 北町3区自治会
4. 岩戸町自治会

- 天ヶ須賀最北部の組である。三重郡川越町高松地区と隣接する。天ヶ須賀北町と天ヶ須賀岩戸町の2町で構成されている。松原の石取祭の旧「宮町」の祭車を購入した。先代の祭車は鈴鹿市で実施される神戸石取祭の六郷連自治会の祭車に譲渡した。

「天二」
- 天ヶ須賀第二組の事である。以下の4つの自治会で構成されている。

1. 江戸町自治会
2. 中町自治会
3. 島崎町自治会（加盟）
4. LM富洲原マンション自治会（加盟）

- 天ヶ須賀江戸町と天ヶ須賀中町の2町で構成されている。天ヶ須賀島崎町自治会とLM富洲原マンション自治会も加盟している。

「天三」
- 天ヶ須賀第三組の事である。以下の2つの自治会で構成されている。

1. 寺町自治会
2. 常磐町自治会

- 天ヶ須賀寺町と天ヶ須賀常盤町の2町で構成されている。

「天四」
- 天ヶ須賀第四組の事である。以下の3つの自治会で構成されている。

1. 本町自治会
2. 南町自治会
3. 港町自治会

- 天ヶ須賀本町自治会・天ヶ須賀南町自治会・天ヶ須賀港町自治会の3町で構成されている。天ヶ須賀地区の最南部に位置する組である。富田一色地区に面する。3町で構成されている。

「住吉町」
- 住吉町自治会が単独で保有している。
- 住吉町自治会と平田紡績跡地の新興住宅地が加盟して構成されている。祭車は終戦直後に桑名に貸し出された事がある。以下の3つの自治会で構成されている。

1. 住吉町自治会（単独保有）
2. 新興住宅地の富洲園自治会（加盟）
3. GS富洲原自治会（加盟）